# Geologisch monument Terziet

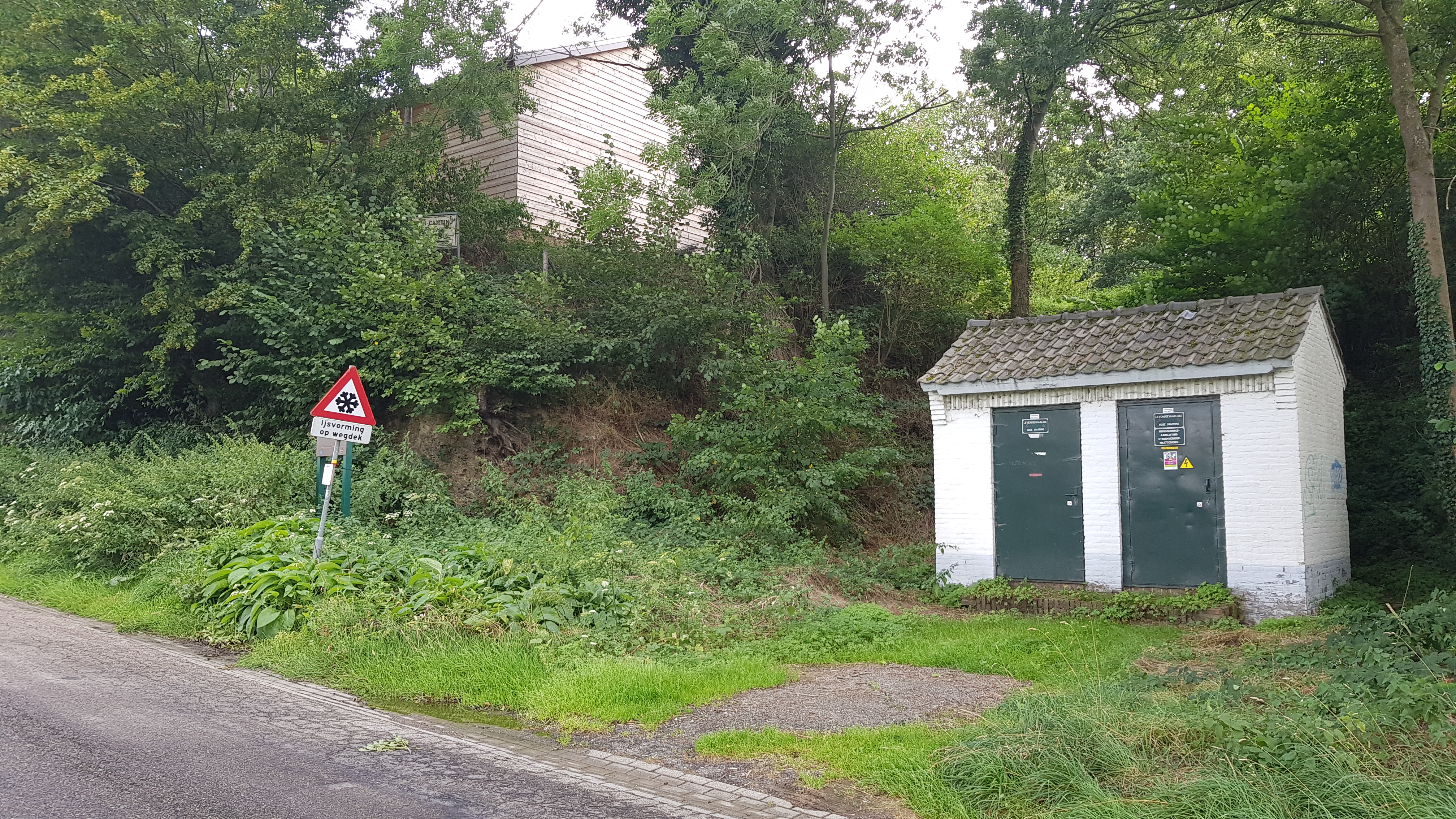
Geologisch monument Terziet

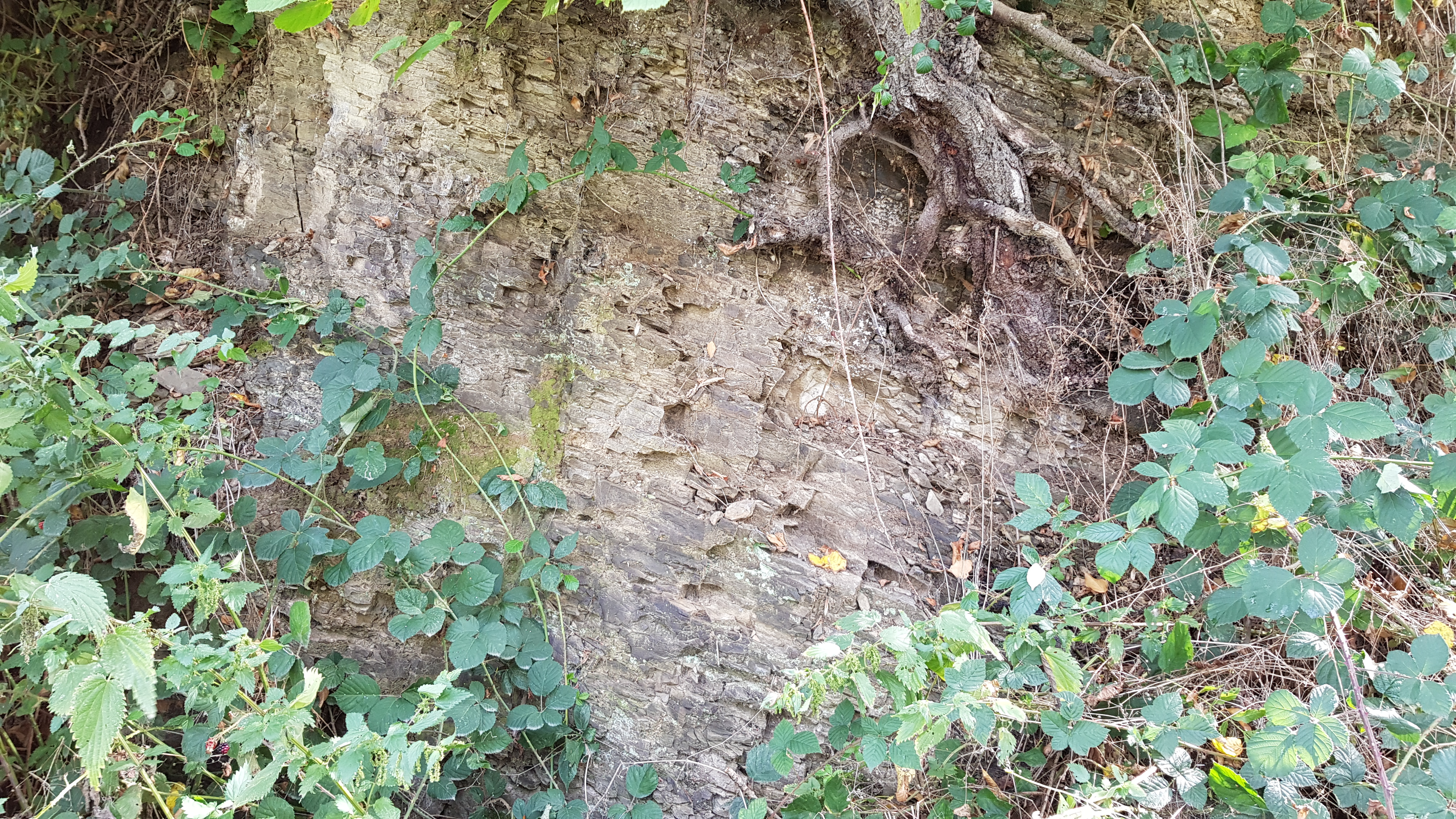
detail van het gesteente dat in lagen ligt

Het Geologisch monument Terziet is een weginsnijding en geologisch monument in Nederlands Zuid-Limburg in de gemeente Gulpen-Wittem. De weginsnijding ligt ten zuiden van Epen en ten noordoosten van Terziet aan de Kuttingerweg, vlakbij waar deze op de Terzieterweg uitkomt.
Aan de andere zijde van de weg stroomt de Terzieterbeek, een zijrivier van de Geul.

## Geologie
In het Boven-Carboon bevond zich ter plaatse van dit gebied een uitgestrekt moerasgebied. Hierin werd door traag stromende rivieren zand en grind aangevoerd die in het gebied werden afgezet. Door hoge druk werden deze met verzadigde klei-afzettingen samengedrukt waardoor het water eruit werd geperst zodat dunne schalielaagjes van kleisteen (ook schalie genoemd) ontstonden. In de weginsnijding van Terziet is gesteente ontsloten uit het Namurien, het oudste deel van het Boven-Carboon. Dit gesteente behoort tot de oudste gesteenten die in Nederland aan het oppervlak aangetroffen kunnen worden en alleen gevonden worden in de diep ingesleten beekdalen ten zuiden van Epen.
Het gesteente in deze weginsnijding bij Terziet bevat schalie, millimeter dunne laagjes kleisteen waarbij ieder laagje een overstroming van kleihoudend water weergeeft. Af en toe zijn er plantenresten te zien in het gesteente.